# Pomaïe Klokochazia balek
Albums de Nosfell
Kälin Bla Lemsnit Dünfel Labyanit
(2006)
Pomaïe Klokochazia balek est le premier album du chanteur et musicien de rock français Nosfell, publié dans un premier temps en octobre 2004 puis réédité en juin 2005 sur le label indépendant V2 Records.
Nosfell, ancien étudiant à l’Institut national des langues et civilisations orientales, chante en klokobetz, une langue construite, qui définit son univers[Quoi ?] poétique personnel. D'un point de vue intradiégétique, Nosfell explique qu'il s'agit de la langue parlée dans la contrée lointaine de Klokochazia, dont lui-même serait issu.

## Caractéristiques artistiques
Voyage imaginaire au pays de Klokochazia, cet album raconte l'histoire de plusieurs êtres qui le peuplent. Par exemple le vieux Shaünipul, employé en pertes d’idées que plus personne n’écoute et qui, sur la fin de sa vie, cherche ce qui lui rendra sa crédibilité. L’histoire impossible de Blewkhz Gowz - le septième fils du roi Stevgak, maître de Chimdega - et de Milenaz, celle qui fit couler du bout de ses doigts la sève dont se nourrissent les enfants de Windaklo (« Children of Windaklo »). Celui encore qui, pensant être pénétré du Mandamaz (cette faculté à ne pas avoir besoin d’essayer pour réussir) trahit tour à tour ses proches, pour finalement sombrer dans la folie et dans l’oubli.
Musicalement, Pomaïe Klokochazia balek brasse des influences diverses, allant du blues à la musique africaine, en passant par le scat, le folk, le funk ou encore le human beatbox, entremêlant phrases de guitare séquencées et violoncelle, sans utiliser de section rythmique traditionnelle (basse et batterie).
Comme le groupe de rock zeuhl Magma inventait le Kobaïen au début des années 1970, Nosfell crée à son tour une langue imaginaire, purement mélodique et mythologique, le « klokobetz », dont la structure s'inspirerait du japonais et de l'allemand. L'artiste chante néanmoins aussi en anglais sur plusieurs morceaux.

## Liste des titres
1. Children of Windaklo
2. Shaünipul
3. Gouz mandamaz
4. Sladinji the Grinning Tree
5. Slalak blehezim
6. Blewkhz gowz (the only thing he had to say)
7. Your Servant to the Ground
8. Smoke
9. Mindala jinka
10. Ather
11. Jaün sev' ¨zul
12. Vatilan
13. The Wise Left Hand

## Réédition augmentée
En 2006, cet album est réédité agrémenté d'un DVD présentant une captation de concert prise à Bruxelles.